# بيسونوفكا (بينزا)
بيسونوفكا (بالروسية: Бессоновка) هي مدينة في مقاطعة بانزا أوبلاست في روسيا.
يبلغ عدد سكانها حوالي 9573 نسمة.